# Adelberg (gmina)
Adelberg – miejscowość i gmina w Niemczech, w kraju związkowym Badenia-Wirtembergia, w rejencji Stuttgart, w regionie Stuttgart, w powiecie Göppingen, wchodzi w skład związku gmin Östlicher Schurwald. Leży w Schurwaldzie, ok. 8 km na północ od Göppingen.

## Współpraca
Miejscowość partnerska:
- Lichtensteig, Szwajcaria